# Tamarix negevensis
Tamarix negevensis är en tamariskväxtart som beskrevs av Zoh. Tamarix negevensis ingår i släktet tamarisker, och familjen tamariskväxter. Inga underarter finns listade.